# Reformierte Kirche Molinis

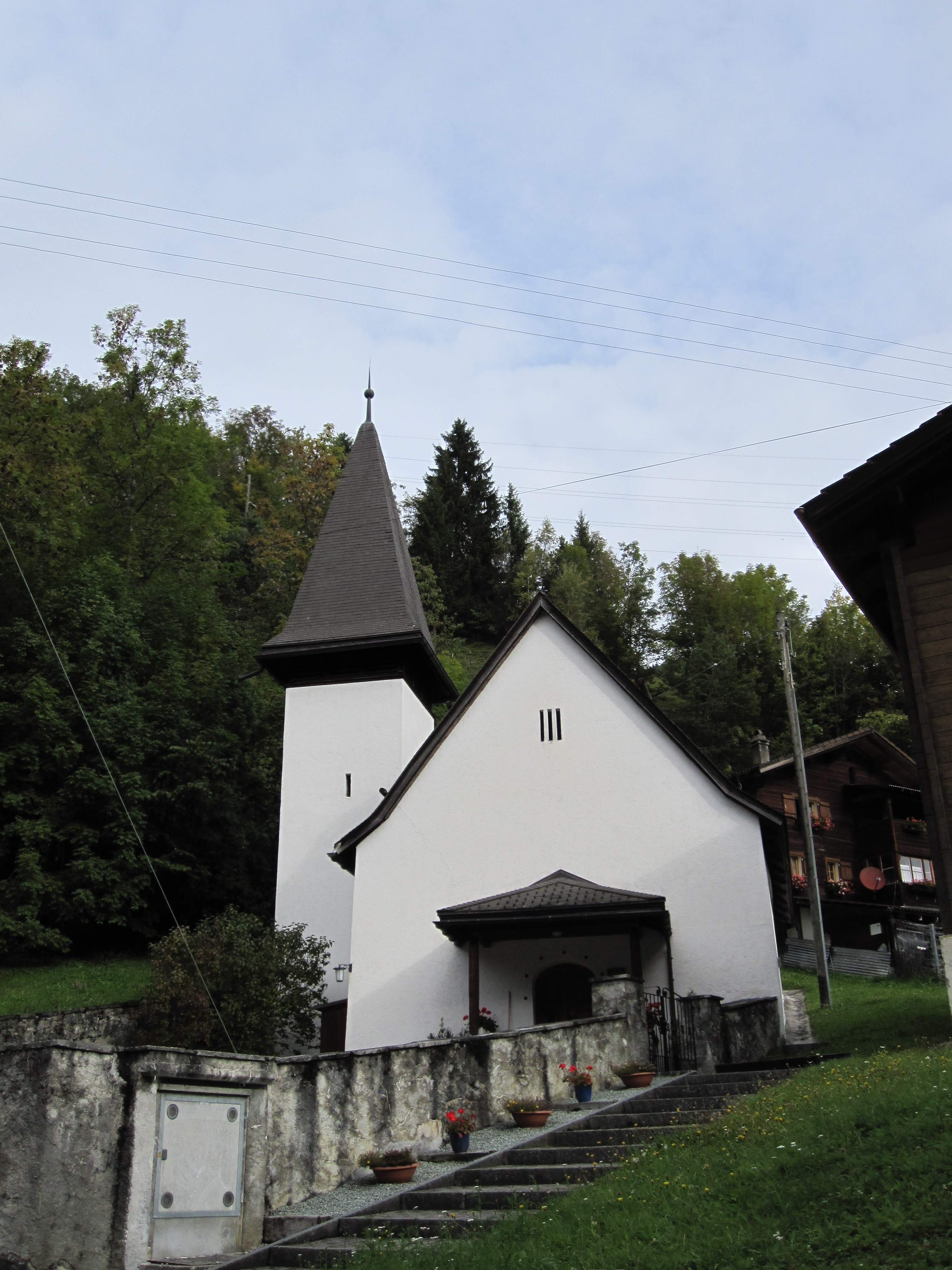
Kirche Molinis

Die reformierte Kirche in Molinis im Schanfigg ist ein evangelisch-reformiertes Kirchengebäude unter dem Denkmalschutz des Kantons Graubünden.

## Geschichte und Ausstattung
Die Quellenlage des ersten Kirchbaus ist unsicher. 1509 in vorreformatorischer Zeit bestand ein urkundlich bezeugtes Kirchengebäude. Vermutlich wurde dieser Bau, welcher unter dem Patrozinium von Bartholomäus stand, 1440 errichtet.
Einige Jahrzehnte nach Ende der Bündner Wirren um das Jahr 1700 wurde der Chor erweitert.
1957 fand eine grössere Restaurierung statt, bei der der neugotische Glockenturm ersetzt wurde durch einen schlichteren mit abgeflachtem Turmhelm.
Die bei einem Unwetter mit nachfolgender Schlamm- und Gerölllawine am 29. Juli 1980 samt Friedhof völlig verwüstete Kirche wurde in zweijähriger Bauzeit von Grund auf neu errichtet und am 10. Oktober 1982 mit neuer einmanualiger Mathis-Orgel wieder eingeweiht. In der innen mit kunstvoll geschnitztem Arvenholz eingekleideten Kirche erinnern Markierungen an der Wand an den Pegelstand des Schlamms zur Zeit der Katastrophe.

## Kirchliche Organisation
Die Evangelisch-reformierte Landeskirche Graubünden führt Molinis, das früher in Pastorationsgemeinschaft mit St. Peter-Pagig und Peist stand, seit 1. Januar 2014 als Teil der fusionierten Kirchgemeinde Mittelschanfigg.

## Galerie

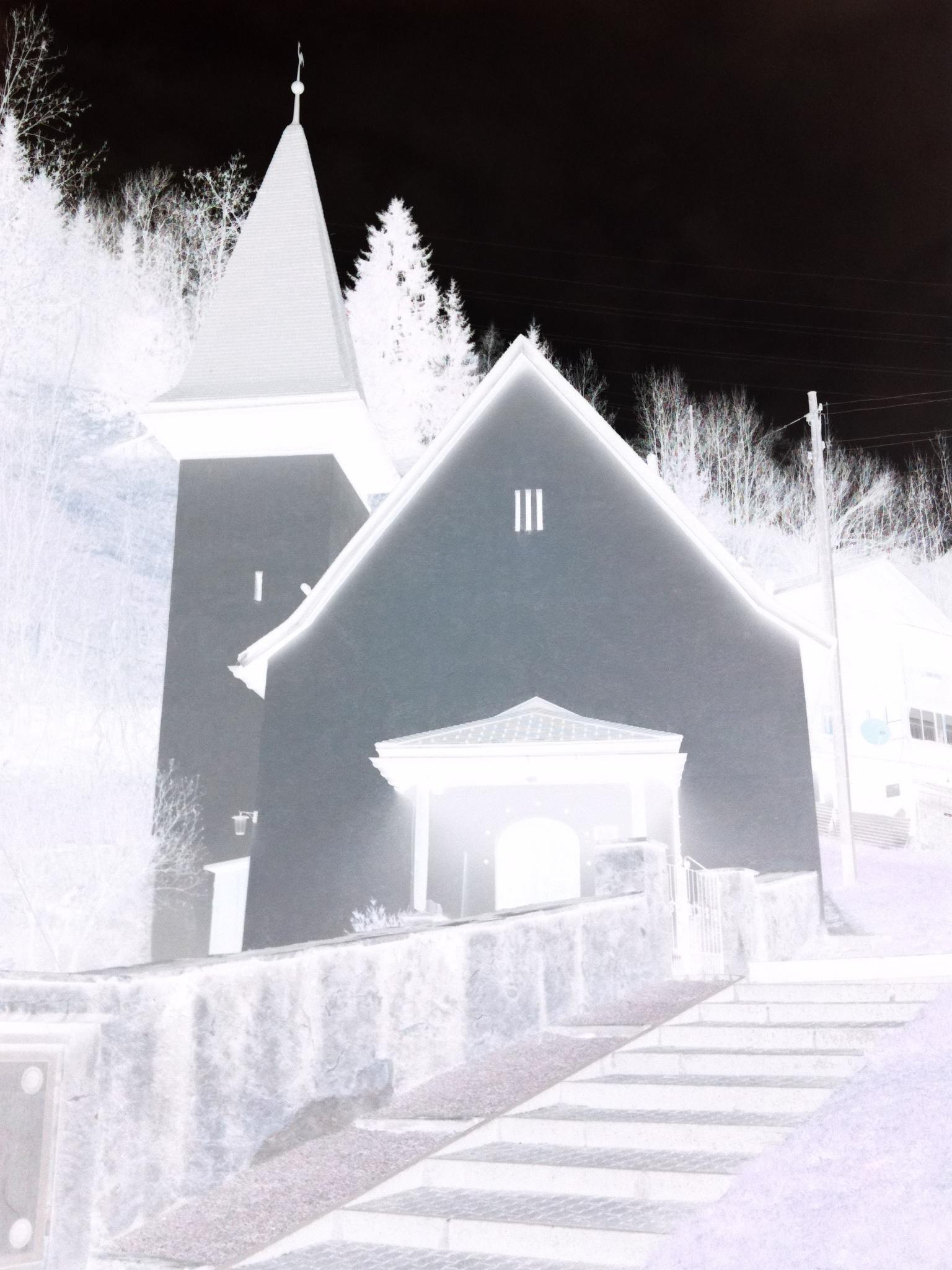
Kirche Molinis – die Gebäudestruktur durch Farbumkehr hervorgehoben
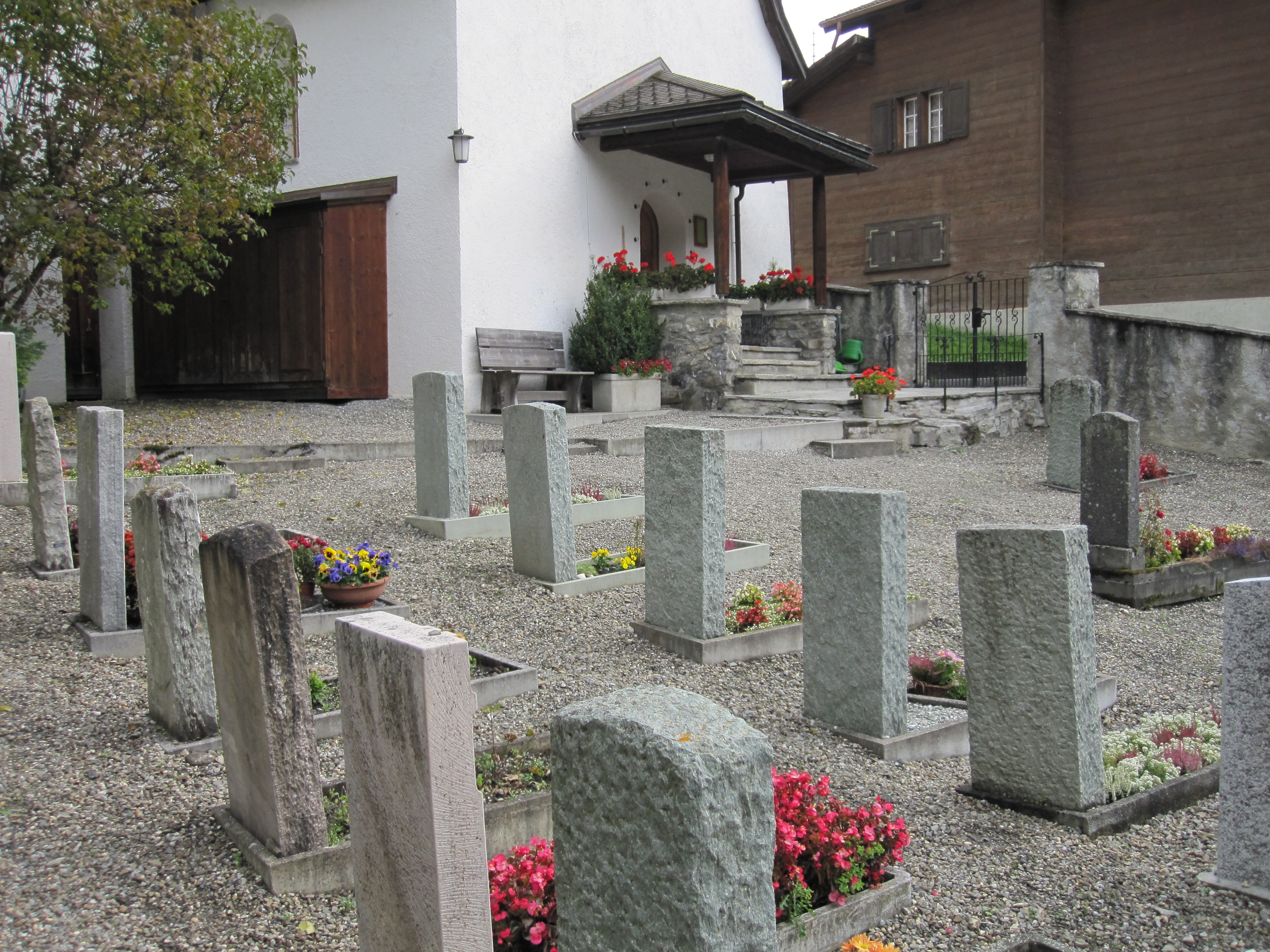
Friedhof der Kirche
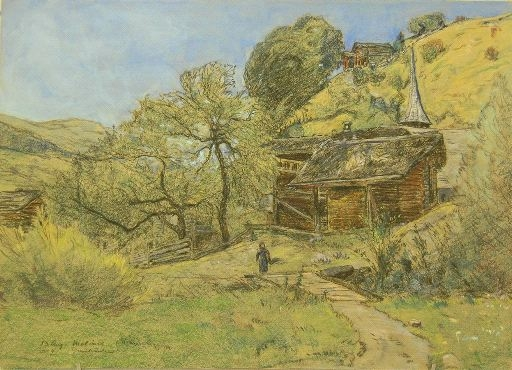
Zeichnung mit Pastellkreide auf Papier, 1904